# Saint-Étienne-de-Lugdarès
Pour les articles homonymes, voir Saint-Étienne (homonymie).
Saint-Étienne-de-Lugdarès (prononcer [sɛ̃t‿etjɛn də lyɡdaʁɛs] ; Sent Estève en occitan) est une commune française située dans le département de l'Ardèche, en région Auvergne-Rhône-Alpes.

## Géographie

### Situation et description
La commune de Saint-Étienne-de-Lugdarès se trouve dans le sud-ouest du département de l'Ardèche, au sein du plateau ardéchois et du bassin supérieur de l'Allier. Elle est limitrophe de la Lozère.

### Communes limitrophes
| Cellier-du-Luc | Le Plagnal                              | Astet |
| Luc (Lozère)   | Saint-Étienne-de-Lugdarès               | Borne |
| Laveyrune      | Saint-Laurent-les-Bains-Laval-d'Aurelle |       |

### Géologie et relief
Le village, à 1 033 mètres d'altitude, se situe dans la vallée du Masméjean, une rivière d'altitude, aux eaux vives et oxygénées, qui a creusé son lit dans un couloir de roches broyées par le mouvement d'une faille géologique locale, d'origine volcanique.

### Climat
Pour des articles plus généraux, voir Climat d'Auvergne-Rhône-Alpes et Climat de l'Ardèche.
En 2010, le climat de la commune est de type climat de montagne, selon une étude du CNRS s'appuyant sur une série de données couvrant la période 1971-2000. En 2020, Météo-France publie une typologie des climats de la France métropolitaine dans laquelle la commune est exposée à un climat de montagne ou de marges de montagne et est dans la région climatique  Sud-est du Massif Central, caractérisée par une pluviométrie annuelle de 1 000 à 1 500 mm, minimale en été, maximale en automne. 
Pour la période 1971-2000, la température annuelle moyenne est de 7,8 °C, avec une amplitude thermique annuelle de 15,6 °C. Le cumul annuel moyen de précipitations est de 1 350 mm, avec 10 jours de précipitations en janvier et 5,9 jours en juillet. Pour la période 1991-2020, la température moyenne annuelle observée sur la station météorologique installée sur la commune est de 8,2 °C et le cumul annuel moyen de précipitations est de 1 471,4 mm,. Pour l'avenir, les paramètres climatiques de la commune estimés pour 2050 selon différents scénarios d'émission de gaz à effet de serre sont consultables sur un site dédié publié par Météo-France en novembre 2022.
| Mois                                  | jan.           | fév.          | mars           | avril          | mai           | juin          | jui.          | août          | sep.          | oct.           | nov.           | déc.           | année      |
| ------------------------------------- | -------------- | ------------- | -------------- | -------------- | ------------- | ------------- | ------------- | ------------- | ------------- | -------------- | -------------- | -------------- | ---------- |
| Température minimale moyenne (°C)     | −3,5           | −3,9          | −1,6           | 1,3            | 4,5           | 7,9           | 9,3           | 8,7           | 6,2           | 4,4            | 0,6            | −2,6           | 2,6        |
| Température moyenne (°C)              | 0,3            | 0,5           | 3,9            | 7,1            | 10,5          | 14,8          | 16,9          | 16,3          | 12,9          | 9,2            | 4,5            | 1,3            | 8,2        |
| Température maximale moyenne (°C)     | 4,2            | 4,9           | 9,4            | 13             | 16,6          | 21,8          | 24,6          | 24            | 19,7          | 14,1           | 8,4            | 5,3            | 13,8       |
| Record de froid (°C) date du record   | −18,8 30.01.04 | −21 25.02.05  | −25,2 01.03.05 | −11,7 08.04.21 | −5,3 07.05.19 | −1,5 05.06.14 | 0,7 10.07.04  | −0,6 09.08.05 | −2,9 20.09.10 | −11,1 26.10.03 | −15,4 28.11.13 | −19,5 30.12.05 | −25,2 2005 |
| Record de chaleur (°C) date du record | 21 01.01.22    | 21,7 26.02.19 | 22,9 15.03.12  | 25,6 14.04.15  | 28,8 22.05.22 | 35,7 27.06.19 | 33,6 22.07.19 | 35,3 23.08.23 | 31,1 16.09.19 | 27,1 09.10.23  | 22,9 02.11.20  | 21,7 31.12.21  | 35,7 2019  |
| Précipitations (mm)                   | 116,5          | 82,2          | 88,5           | 137,7          | 137,8         | 83,6          | 62,4          | 69            | 143,9         | 188,4          | 227,1          | 134,3          | 1 471,4    |

### Voies de communication et accès
La commune est traversée par la route du Tanargue (RD 19).

### Hameaux et lieux-dits
- Huédour
- les Hubacs
- le Cros
- la Chase
- Masméjean
- Labrot, etc.[1]

## Urbanisme

### Typologie
Au 1er janvier 2024, Saint-Étienne-de-Lugdarès est catégorisée commune rurale à habitat très dispersé, selon la nouvelle grille communale de densité à 7 niveaux définie par l'Insee en 2022.
Elle est située hors unité urbaine et hors attraction des villes,.

### Occupation des sols
L'occupation des sols de la commune, telle qu'elle ressort de la base de données européenne d’occupation biophysique des sols Corine Land Cover (CLC), est marquée par l'importance des forêts et milieux semi-naturels (78,3 % en 2018), en diminution par rapport à 1990 (84,1 %). La répartition détaillée en 2018 est la suivante : 
forêts (54,7 %), milieux à végétation arbustive et/ou herbacée (23,7 %), prairies (11,9 %), zones agricoles hétérogènes (9,8 %).
L'évolution de l’occupation des sols de la commune et de ses infrastructures peut être observée sur les différentes représentations cartographiques du territoire : la carte de Cassini (XVIIIe siècle), la carte d'état-major (1820-1866) et les cartes ou photos aériennes de l'IGN pour la période actuelle (1950 à aujourd'hui).

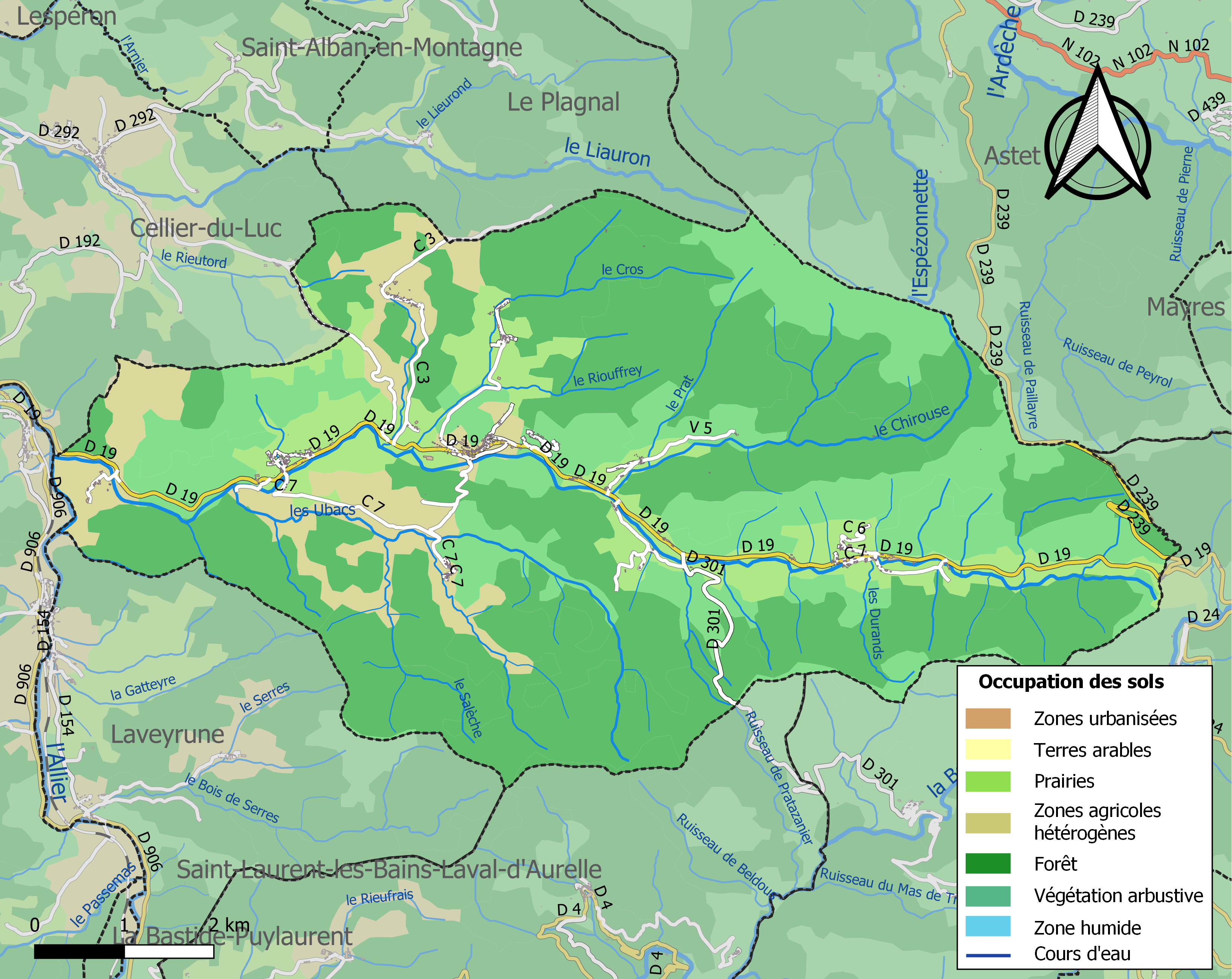
Carte des infrastructures et de l'occupation des sols de la commune en 2018 (CLC).

### Risques naturels

#### Risques sismiques
L'ensemble du territoire de la commune de Saint-Étienne-de-Lugdarès est situé en zone de sismicité no 2 (sur une échelle de 5), comme la plupart des communes situées sur le plateau et la montagne ardéchoise (massif cévenol).
| Type de zone | Niveau           | Définitions (bâtiment à risque normal) |
| ------------ | ---------------- | -------------------------------------- |
| Zone 2       | Sismicité faible | accélération = 1,1 m/s2                |

## Toponymie
L'étymologie de Lugdarès n'est pas clairement définie. Dans Histoire des Religieuses de Saint-Joseph, l'abbé Zéphirin Gandon mentionne Lucus, comme Bois sacré, et ares, nom grec du dieu Mars, d'où il déduit Le bois consacré au dieu Mars. Mais cette explication est très aléatoire, ne serait-ce que parce qu'on n'a jamais utilisé en Gaule les noms de divinités grecques.

## Histoire

### Les Hubacs (Ubaz)

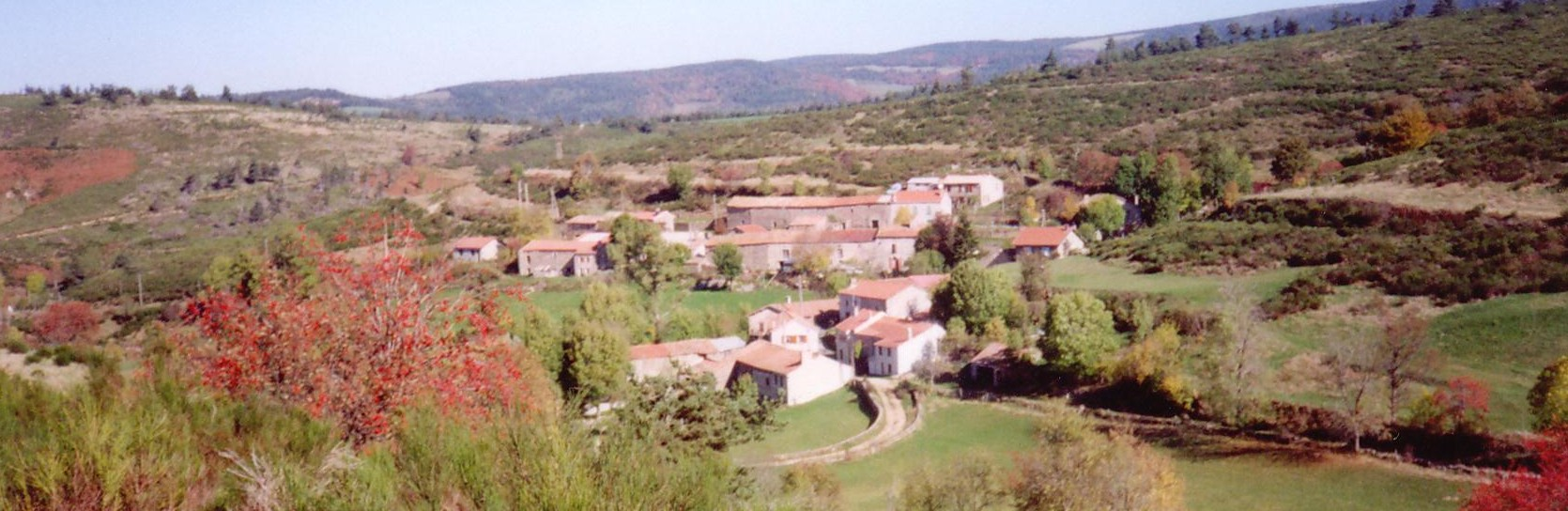
Le village des Hubacs.

Situé sur un versant nord d'une vallée renfermée, (les ubacs, par opposition aux adrets). L'orthographe varia au cours du temps : Ubacs, Ubas, Ubaz, et en latin Ubacis, Ubaciis.
La seigneurie des Ubas appartenait au début du XIVe siècle à une branche de la Famille de Solignac. Elle passa en 1363 à la famille d'Agrain par le testament de noble Aélis, veuve de noble Regordon de Solignac, seigneur des Hubas paroisse de St Etienne de Lugdarès, héritière usufruitière de feu noble Pierre de Solignac, son fils, qui abandonne à son parent Béraud d’Agrain l’usufruit des biens sis ès mandements et lieux des Hubas, du Luc, de Beaumont et de Borne.
Le pont situé à l'entrée originelle du village est en lien direct avec la voie régordane, qui passe sur le plateau.
C' est dans ce hameau qu'a eu lieu la première victime authentifiée de la bête du gévaudan, il s'agit de la jeune Jeanne Boulet dévorée par cet animal au lieu dit les hubacs le 30 juin 1764 à l'âge de 13 ans.

### Le Cros (Croze)

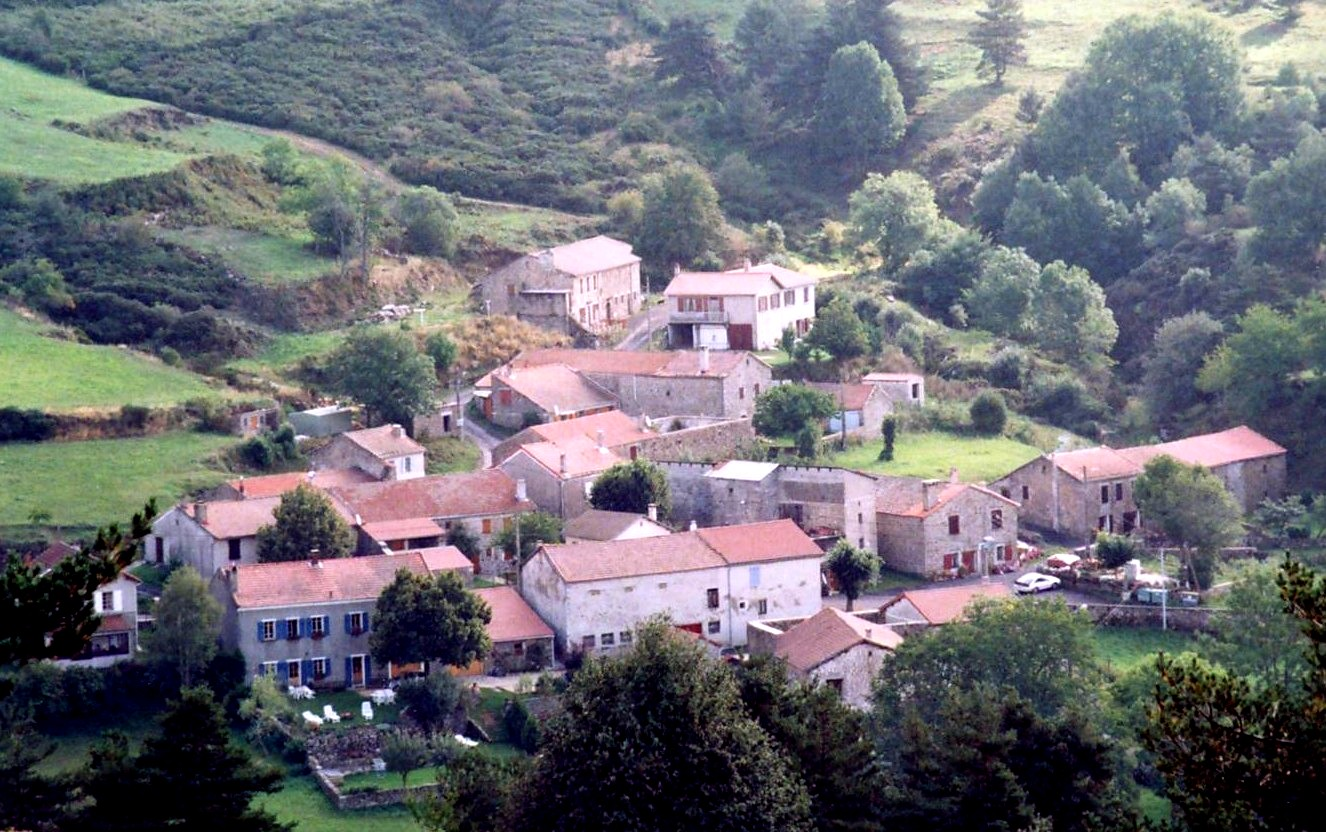
Le village du Cros.

D'anciennes traces existent, avec la mention Del Cros, dont le seigneur, un certain Richard, également chapelain de Lugeira, en donne la dîme aux religieux des Chambons, en 1198, N°32, puis en 1199, N°33, pour 60 sols.
On trouve aussi des actes plus anodins, comme cette reconnaissance entre Pierre Michel, du Cros, et R.P. en Dieu, Dom Étienne, abbé des Chambons, le 3 août 1389, devant maître Michel Déabriges, notaire.
Mais en 1381, par acte du 21 mars reçu par maître Jean BERON, notaire, il est établi sur parchemin en deux peaux, une convention entre noble Albert de BALAZUC, seigneur de MONTREAL et du CROS, et Étienne, abbé des Chambons, pour soumission féodale. Une autre une trace est trouvée, le 30 avril 1399, acte N°606, avec Albert de BALAZUC, pour reconnaissance de son fief du CROS.
Ainsi mention est faite de Albert de BALAZUC, qui épouse le 9 août 1345 Pelette de MONTREAL, héritière de sa maison et des terres de MONTREAL, CROZE, Uzert, Montbrison. Cette ancienne maison, originaire du Vivarais, est connue par filiation suivie depuis noble et puissant seigneur Girard de BALAZUC, en latin Baladuno, seigneur de Saint-Montant et de Larnas, vivant en 1077, dont le fils, Pons, chevalier, prit part à la première croisade et fut tué au siège de Arqa (Tripoli) en 1099. Pierre de BALAZUC, arrière-petit-fils de Pons, épouse en 1189 Catherine de VIERNE, qui reçut, conjointement avec son fils Guillaume, un hommage d'Audibert de Voguë en 1252.
Les armes de la Maison de BALAZUC sont : d'argent à trois pals de sable, au chef de gueules, chargé de trois étoiles d'or.

### La Chaze et Fourmaresche
À Pâques 1220, déjà tracés par acte notarié, sur parchemin, pour des transactions de terre (60 livres pour le couvent des Chambons). Également des droits de chasse, ratifiés à Falque, femme dud Jaucelin (3 des kalendes de may 1238).

### Masméjan
En langage d'époque, le Masmejer, en acte parchemin du 7 des kalendes de juin 1239.

### Labrot
En 1287, le 5 may, donation de terres à Labro, par Frère Héblon, à Simon Longi, de Luc (Archives de Lozére, J.355).

## Politique et administration

### Liste des maires
| Période      | Période                  | Identité                  | Étiquette             | Qualité                                               |
| ------------ | ------------------------ | ------------------------- | --------------------- | ----------------------------------------------------- |
| 1790         | 1792                     | Guillaume Darbousset      |                       |                                                       |
| 1792         | 1792                     | Louis Tauleigne           |                       |                                                       |
| 1793         | 1794                     | Gabriel Bouschet          |                       |                                                       |
| 1798         | 1798                     | Pierre Combe              |                       |                                                       |
| 1798         | 1798                     | Gabriel Bouschet          |                       |                                                       |
| 1813         | 1813                     | Dominique Mourgue         |                       |                                                       |
| 1818         | 1818                     | Louis-Annet Palhon        |                       |                                                       |
| 1826         | 1829                     | Jean-Baptiste Villessèche |                       |                                                       |
| 1829         | 1849                     | Annet Palhon              |                       |                                                       |
| 1849         | 1861                     | Jourdan                   |                       |                                                       |
| 1861         | 1879                     | Henri Bourret             |                       |                                                       |
| 1879         | 1881                     | Pierre Palhon             |                       |                                                       |
| 1881         | 1886                     | Auguste Bourret           |                       |                                                       |
| 1886         | 1919                     | Auguste Palhon            |                       |                                                       |
| 1920         | 1945                     | Baptiste Clavel           |                       |                                                       |
| 1945         | 1946                     | Auguste Bourret           |                       |                                                       |
| 1946         | mars 1959                | Jean Brunel               | DVD puis UNR          | Épicier                                               |
| mars 1959    | octobre 1980 (démission) | Pierre Jourdan            | CNIP puis RI puis UDF | Propriétaire Sénateur de l'Ardèche Conseiller général |
| octobre 1980 | mars 1983                | Gilbert Mourgue           | UDF                   | Artisan                                               |
| mars 1983    | 25 mai 2020              | Marc Champel              | RPR puis UMP puis LR  | Professeur en gestion Conseiller général              |
| 25 mai 2020  | En cours                 | Françoise Benoit          |                       |                                                       |

### Intercommunalité
La commune fait partie de la Communauté de communes Montagne d'Ardèche dont le siège est à Coucouron (07470)

## Économie
En juin 2017, EDF inaugure le parc éolien de la montagne ardéchoise, le plus puissant de la Région Auvergne-Rhône-Alpes, situé sur six communes du département de l’Ardèche (Saint-Étienne-de-Lugdarès, Lespéron, Lavillatte, Issanlas, Le Plagnal et Laveyrune). L’installation comprend 29 turbines pour une puissance installée de 73,5 MW. EDF ouvre également dans la région une agence de développement de projets d’énergies renouvelables.

## Population et société

### Démographie
En 2014 :
- 356 maisons et 32 appartements ;
- 125 propriétaires, et 32 locataires ;
- 188 résidences secondaires, et 165 résidences principales.

### Enseignement
La commune est rattachée à l'académie de Grenoble.

### Médias
Deux organes de presse écrite sont distribués dans la commune :
- L'Hebdo de l'Ardèche, hebdomadaire français basé à Valence et diffusé à Privas depuis 1999. Il couvre l'actualité pour tout le département de l'Ardèche ;
- Le Dauphiné libéré, quotidien de la presse écrite française régionale distribué dans la plupart des départements de l'ancienne région Rhône-Alpes, notamment l'Ardèche. La commune est située dans la zone d'édition du centre-Ardèche (Privas).

Ici Drôme Ardèche est la radio publique locale couvrant le territoire de la commune et de l’ensemble du département.

### Culte
La communauté catholique et l'église de Saint-Étienne-de-Lugdarès (propriété de la commune) sont rattachées à la paroisse Notre-Dame de la Montagne, elle-même rattachée au diocèse de Viviers.

## Culture locale et patrimoine

### Lieux et monuments

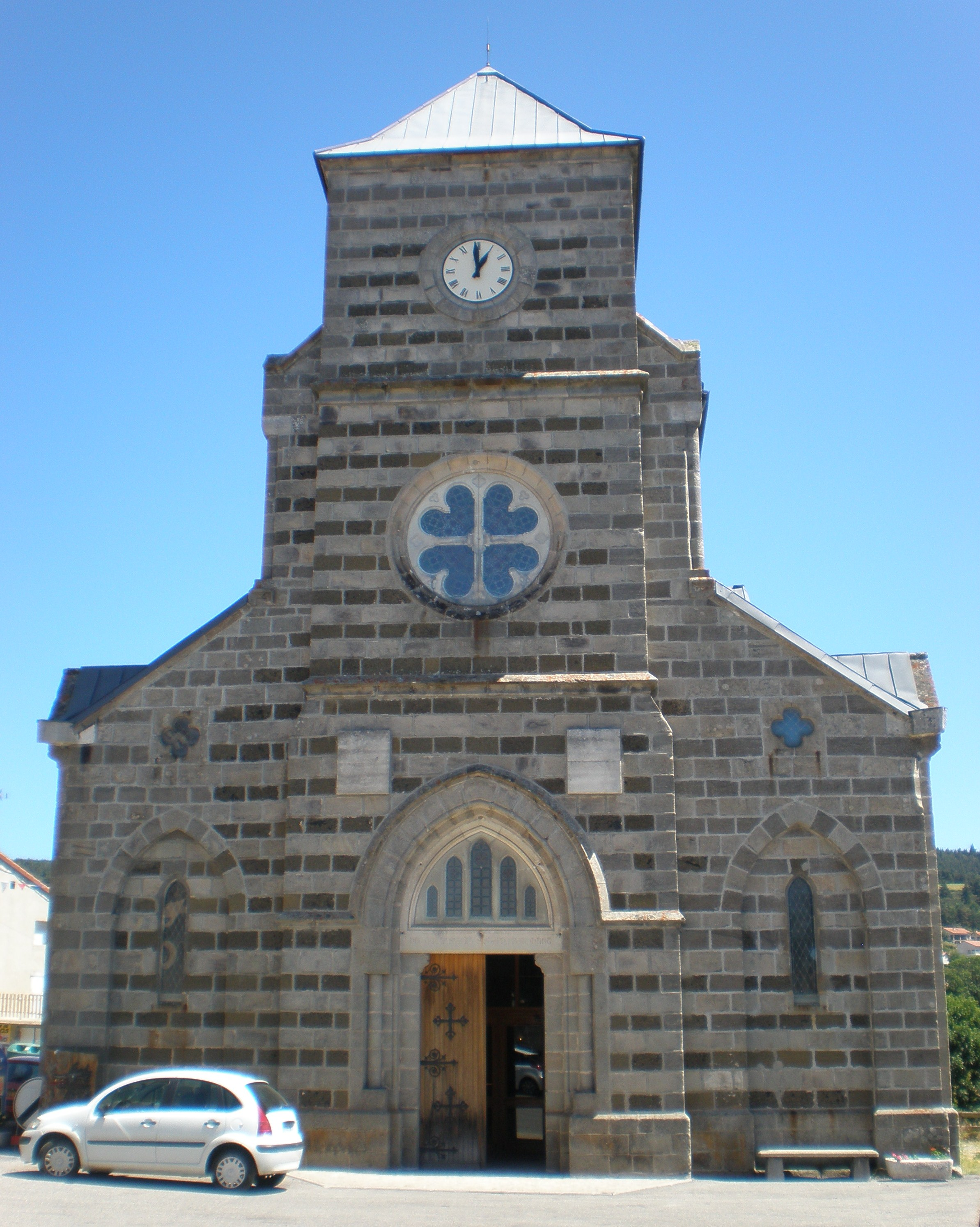
L'église Saint-Étienne.

- Église Saint-Étienne, aussi appelée « cathédrale de la montagne » : de style gothique, construite en 1880 avec des pierres noires volcaniques, elle se trouve  au milieu du village[20] Le maître-autel provient de l'abbaye des Chambons[21].
- Église Saint-Roch de Masméjan.
- Maison natale d'Henri Charrière alias « Papillon » : C'est dans cette maison qu'est né en 1906 le célèbre bagnard Henri Charrière dit « Papillon ». Ses parents étaient alors instituteurs à Saint-Étienne-de-Lugdarès[22] La maison ne se visite pas mais une plaque en indique le lieu.
- Moulin des énergies renouvelables à  Masméjean : ancien moulin à farine entièrement restauré, au bord du Masmejean, qui accueille une exposition sur les énergies renouvelables[23].
- Fontaine sur la place du Jumelage: Cette fontaine représente Jeanne Boulet, première victime officielle de la Bête du Gévaudan.
- Sommet des trois seigneurs : nommé ainsi, car selon une légende, en 1324, trois seigneurs (de Polignac, Bourbal de Choisinet, d'Agrain) firent graver leurs armes sur trois pierres au sommet de la montagne, après une bataille contre les Anglais[24],[25]. La localisation exacte de ce sommet n'est pas définie[26].
- Frêne labellisé arbre remarquable en 2024[27].
- Éoliennes production d'électricité (EDF).
- Accès à La Voie Régordane.
- Accès au Chemin de Stevenson.
- Accès au chemin de grande randonnée GR 7.

### Personnalités liées à la commune
- Jeanne Boulet (1750-1764), originaire du hameau des Hubacs, elle devient le 30 juin 1764 la première victime officielle[28] de la bête du Gévaudan[29].

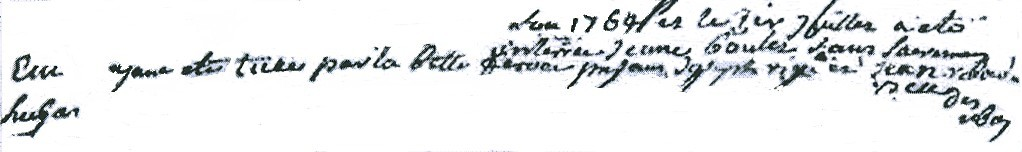
« L'an 1764 et le 1er juillet, a été enterrée, Jeane Boulet, sans sacremens, ayant été tuée par la bette féroce, présans Joseph Rieu et Jean Reboul. »

- Henri Charrière alias « Papillon », né le 16 novembre 1906 à Saint-Étienne-de-Lugdarès en Ardèche et mort le 29 juillet 1973 à Madrid en Espagne, ancien bagnard rendu célèbre par son ouvrage partiellement autobiographique "Papillon", écrit en 1969.
- Joseph-Christian-Ernest Bourret, né le 9 décembre 1827 au hameau de Labro, mort le 10 juillet 1896 à Rodez, évêque de Rodez (1871) puis cardinal français (1893)[30].
- Pierre Jourdan, né le 23 juin 1923 à Montpellier et mort le 21 octobre 2020, conseiller général de 1955 à 1980, maire de 1959 à 1980, vice-président du conseil général de 1970 à 1976 et sénateur de l'Ardèche de 1971 à 1980.

### Héraldique
| Blason de Saint-Étienne-de-Lugdarès | Blason  | D'azur à la crosse d'or, au chef d'or chargé d'une palme de sinople posée en fasce. |
| Blason de Saint-Étienne-de-Lugdarès | Détails | Le statut officiel du blason reste à déterminer.                                    |

### Cartes
1. ↑  IGN, « Évolution comparée de l'occupation des sols de la commune sur cartes anciennes », sur remonterletemps.ign.fr (consulté le 13 juillet 2023).